# Campeonato Mundial de Atletismo em Pista Coberta de 2010 - 400 m masculino
A prova dos 400 metros masculino do Campeonato Mundial de Atletismo em Pista Coberta de 2010 foi disputada entre 12 e 13 de março no ASPIRE Dome, em Doha.

## Recordes
Antes desta competição, os recordes mundiais e do campeonato nesta prova eram os seguintes:
| Tipo                  | Atleta         | Tempo | Local        | Data                |
| --------------------- | -------------- | ----- | ------------ | ------------------- |
|                       | Kerron Clement | 44.57 | Fayetteville | 12 de março de 2005 |
| Recorde do campeonato | Harry Reynolds | 45.26 | Toronto      | 14 de março de 1993 |

## Medalhistas
| Ouro              | Prata                 | Bronze                |
| Chris Brown (BAH) | William Collazo (CUB) | Jamaal Torrance (USA) |

## Resultados

### Eliminatórias
Estes são os resultados das eliminatórias. Os 29 atletas inscritos foram divididos em cinco baterias, se classificando para as semifinais os dois melhores de cada bateria (Q) mais os dois melhores tempos no geral (q).
| Bateria 1 | Bateria 1             | Bateria 1 | Bateria 1        |
| Pos.      | Atleta                | Tempo     | Notas            |
| --------- | --------------------- | --------- | ---------------- |
| 1         | RUS Dmitry Buryak     | 47.03 (Q) |                  |
| 2         | BAH Michael Mathieu   | 47.10 (Q) |                  |
| 3         | SUD Rabah Yousif      | 47.21     |                  |
| 4         | ESP Santiago Ezquerro | 47.26     |                  |
| 5         | ESA Takeshi Fujiwara  | 48.21     | Recorde nacional |
|           | TRI Renny Quow        | DNF       |                  |

| Bateria 2 | Bateria 2            | Bateria 2 | Bateria 2        |
| Pos.      | Atleta               | Tempo     | Notas            |
| --------- | -------------------- | --------- | ---------------- |
| 1         | IRL David Gillick    | 46.72 (Q) |                  |
| 2         | CUB William Collazo  | 46.78 (Q) |                  |
| 3         | JAM Ricardo Chambers | 47.06 (q) |                  |
| 4         | GBR Dale Garland     | 48.26     |                  |
| 5         | PNG Wala Gime        | 49.92     | Recorde nacional |

| Bateria 3 | Bateria 3                 | Bateria 3 | Bateria 3            |
| Pos.      | Atleta                    | Tempo     | Notas                |
| --------- | ------------------------- | --------- | -------------------- |
| 1         | USA Bershawn Jackson      | 46.87 (Q) |                      |
| 2         | CRC Nery Brenes           | 46.94 (Q) |                      |
| 3         | GBR Richard Buck          | 47.02 (q) |                      |
| 4         | AUT Clemens Zeller        | 47.39     |                      |
| 5         | ZIM Lewis Banda           | 48.85     |                      |
| 6         | BOT Gakologelwang Masheto | 50.96     | Recorde da temporada |

| Bateria 4 | Bateria 4              | Bateria 4 | Bateria 4       |
| Pos.      | Atleta                 | Tempo     | Notas           |
| --------- | ---------------------- | --------- | --------------- |
| 1         | USA Jamaal Torrance    | 46.70 (Q) |                 |
| 2         | JAM Edino Steele       | 46.80 (Q) |                 |
| 3         | IRL Brian Gregan       | 47.26     |                 |
| 4         | FRA Nicolas Fillon     | 48.28     |                 |
| 5         | TRI Jarrin Solomon     | 48.37     |                 |
| 6         | GUM Matthew Pangelinan | 55.33     | Recorde pessoal |

| Bateria 5 | Bateria 5                     | Bateria 5 | Bateria 5            |
| Pos.      | Atleta                        | Tempo     | Notas                |
| --------- | ----------------------------- | --------- | -------------------- |
| 1         | BAH Chris Brown               | 46.95 (Q) |                      |
| DSQ       | RUS Denis Alekseyev           | 47.18 (Q) | Doping               |
| 2         | POL Marcin Marciniszyn        | 47.23     |                      |
| 3         | DOM Arismendy Peguero         | 47.28     |                      |
| 4         | URU Andrés Silva              | 49.09     | Recorde da temporada |
|           | YEM Mohammed Ghaleb Al-Omaisi | DNS       |                      |

### Semifinais
Estes são os resultados das semifinais. Os 12 atletas classificados foram divididos em duas baterias, se classificando para a final os três melhores de cada bateria (Q).
| Semifinal 1 | Semifinal 1          | Semifinal 1 | Semifinal 1     |
| Pos.        | Atleta               | Tempo       | Notas           |
| ----------- | -------------------- | ----------- | --------------- |
| 1           | USA Bershawn Jackson | 46.13 (Q)   |                 |
| 2           | IRL David Gillick    | 46.15 (Q)   |                 |
| 3           | CUB William Collazo  | 46.34 (Q)   | Recorde pessoal |
| 4           | JAM Edino Steele     | 46.84       |                 |
| 5           | BAH Michael Mathieu  | 47.09       |                 |
| DSQ         | RUS Denis Alekseyev  | 47.22       | Doping          |

| Semifinal 2 | Semifinal 2          | Semifinal 2 | Semifinal 2          |
| Pos.        | Atleta               | Tempo       | Notas                |
| ----------- | -------------------- | ----------- | -------------------- |
| 1           | BAH Chris Brown      | 46.64 (Q)   |                      |
| 2           | USA Jamaal Torrance  | 46.69 (Q)   |                      |
| 3           | CRC Nery Brenes      | 46.73 (Q)   | Recorde da temporada |
| 4           | RUS Dmitry Buryak    | 46.95       |                      |
| 5           | GBR Richard Buck     | 47.70       |                      |
| 6           | JAM Ricardo Chambers | 48.02       |                      |

### Final
Estes são os resultados da final:
| Pos.              | Atleta               | Tempo | Notas                |
| ----------------- | -------------------- | ----- | -------------------- |
| Medalha de ouro   | BAH Chris Brown      | 45.96 | Recorde da temporada |
| Medalha de prata  | CUB William Collazo  | 46.31 | Recorde pessoal      |
| Medalha de bronze | USA Jamaal Torrance  | 46.43 |                      |
| 4                 | CRC Nery Brenes      | 46.55 | Recorde da temporada |
| 5                 | USA Bershawn Jackson | 46.84 |                      |
|                   | IRL David Gillick    | DSQ   |                      |

Legenda
| Recorde mundial       | Recorde mundial (World record)               |                       | Recorde africano                      | Recorde africano (African) |                                           | Q | Classificado por posição (Qualified) |
| Recorde do campeonato | Recorde do campeonato (Championship record)  | Recorde da América    | Recorde da América (Americas)         | q                          | Classificado por melhor tempo (Qualified) |   |                                      |
| Melhor marca do ano   | Melhor marca do ano (World leading)          | Recorde asiático      | Recorde asiático (Asian)              | DNS                        | Não largou (Did not start)                |   |                                      |
| Recorde nacional      | Recorde nacional (National record)           | Recorde europeu       | Recorde europeu (European)            | DNF                        | Não terminou (Did not finish)             |   |                                      |
| Recorde pessoal       | Recorde pessoal do atleta (Personal best)    | Recorde da Oceania    | Recorde da Oceania (Oceania)          | DSQ / DQ                   | Desclassificado (Disqualified)            |   |                                      |
| Recorde da temporada  | Recorde da temporada do atleta (Season best) | Recorde sul-americano | Recorde sul-americano (South America) | NM                         | Sem marca (No mark)                       |   |                                      |